# 阿瑟·亨利·约翰逊
阿瑟·亨利·约翰逊（1845年2月8日—1927年1月31日）是一位英格兰历史学家，曾为牛津大学足球队队员，主要作品有《十六世纪的欧洲，1498-1598》（Europe in the Sixteenth Century, 1498-1598，1909年出版）等。